# Vivi Gioi
Vivi Gioi, nome d'arte di Vivienne Trumpy (Livorno, 2 gennaio 1914 – Roma, 12 luglio 1975), è stata un'attrice italiana, molto nota durante il ventennio fascista.

## Biografia
Di padre norvegese, debuttò sugli schermi nel film Ma non è una cosa seria di Mario Camerini (1936), in cui fu accreditata con lo pseudonimo di Vivien Diesca (il cognome era un anagramma-omaggio a Vittorio De Sica che l'aveva voluta per una piccola parte). La popolarità arrivò con Bionda sottochiave di Camillo Mastrocinque (1939), con il quale si rivelò come una delle dive del cinema dei telefoni bianchi. Dopo Rose scarlatte (1940) e L'amante segreta (1941), passò al cinema drammatico con Bengasi (1942) di Augusto Genina. Il riconoscimento della critica arrivò con Caccia tragica di Giuseppe De Santis (1947), che le valse il Nastro d'argento alla migliore attrice non protagonista.
Nel dopoguerra recitò in teatro, prima nella compagnia di De Sica, quindi, nel 1949, in una propria compagnia da lei fondata assieme a Carlo Ninchi e Aroldo Tieri. Negli anni cinquanta fu in ditta con Enrico Maria Salerno e Luigi Cimara.
Le è stata dedicata una via nel quartiere Ottavia di Roma. 

### Vita privata
Aveva sposato il paracadutista Silvano Tajani, morto nel 1949 durante una manifestazione aviatoria nell'aeroporto dell'Urbe, e in seconde nozze l'ingegner Dino Zanardo, industriale, dal quale si separò alcuni anni più tardi; ebbe in seguito relazioni sentimentali con il principe Mario Ruspoli, l'attore Gabriele Ferzetti e il regista Mino Roli.
Morì nel 1975 all'ospedale San Camillo di Roma, dove si trovava ricoverata a seguito di un collasso cardiocircolatorio che l'aveva colpita nella sua casa di Fregene, e fu sepolta nel cimitero della Misericordia di Livorno nella tomba posta nella Terza sezione, piano 1.

## Filmografia

Leonardo Cortese e Vivi Gioi nel film Primo amore

- Ma non è una cosa seria, regia di Mario Camerini (1936)
- Il signor Max, regia di Mario Camerini (1937)
- Bionda sottochiave, regia di Camillo Mastrocinque (1939)
- Frenesia, regia di Mario Bonnard (1939)
- Mille chilometri al minuto!, regia di Mario Mattoli (1939)
- Alessandro, sei grande!, regia di Carlo Ludovico Bragaglia (1940)
- Vento di milioni, regia di Dino Falconi (1940)
- Rose scarlatte, regia di Giuseppe Amato e Vittorio De Sica (1940)
- Cento lettere d'amore, regia di Max Neufeld (1940)
- Dopo divorzieremo, regia di Nunzio Malasomma (1940)
- La canzone rubata, regia di Max Neufeld (1940)
- Il pozzo dei miracoli, regia di Gennaro Righelli (1941)
- L'amante segreta, regia di Carmine Gallone (1941)
- L'attore scomparso, regia di Luigi Zampa (1941)
- Primo amore, regia di Carmine Gallone (1941)
- Giungla, regia di Nunzio Malasomma (1942)
- Sette anni di felicità, regia di Roberto Savarese (1942)
- Bengasi, regia di Augusto Genina (1942)
- Cortocircuito, regia di Giacomo Gentilomo (1943)
- Lascia cantare il cuore, regia di Roberto Savarese (1943)
- Harlem, regia di Carmine Gallone (1943)
- Tutta la città canta, regia di Riccardo Freda (1943)
- La casa senza tempo, regia di Andrea Della Sabbia (1943)
- Piazza San Sepolcro, regia di Giovacchino Forzano (1943)
- Turno di notte, regia di Belisario Randone (1944)
- Il marito povero, regia di Gaetano Amata (1945)
- Caccia tragica, regia di Giuseppe De Santis (1947)
- Il grido della terra, regia di Duilio Coletti (1949)
- Gente così, regia di Fernando Cerchio (1949)
- Donne senza nome, regia di Géza von Radványi (1950)
- La portatrice di pane, regia di Maurice Cloche (1950)
- Senza bandiera, regia di Lionello De Felice (1951)
- La risaia, regia di Raffaello Matarazzo (1956)
- Il processo di Verona, regia di Carlo Lizzani (1963)
- Dio non paga il sabato, regia di Amerigo Anton (1968)
- Il baco da seta, regia di Mario Sequi (1974)

## Teatro
- Sai che ti dico? di Marcello Marchesi, regia di Mario Mattoli, Teatro Quattro Fontane di Roma, 19 marzo 1944.
- W e abbasso di Oreste Biancoli e Riccardo Morbelli, regia di Oreste Biancoli, Teatro Valle di Roma, 27 luglio 1944.
- Donne di Clare Boothe Luce, regia di Lamberto Picasso, Teatro Valle di Roma, ottobre 1944.
- Tiro a quattro di Frederick Lonsdale, regia di Oreste Biancoli, Teatro Astra di Roma, 5 dicembre 1944.
- Antigone di Jean Anouilh, regia di Luchino Visconti, Teatro Eliseo di Roma, 18 ottobre 1945.
- A porte chiuse di Jean-Paul Sartre, regia di Luchino Visconti, Teatro Eliseo di Roma, 18 ottobre 1945.
- Il matrimonio di Figaro di Pierre-Augustin Caron de Beaumarchais, regia di Luchino Visconti, Teatro Quirino di Roma, 19 gennaio 1946.
- I giorni della vita di William Saroyan, regia di Adolfo Celi, Teatro Olimpia di Milano, 6 aprile 1946.
- Ah, ci risiamo! di Oreste Biancoli e Dino Falconi, regia di Biancoli e Falconi, Teatro Olimpia di Milano, 25 aprile 1946.
- La parte del diavolo di Louis Ducreux, regia di Renzo Devernois, Teatro Eliseo di Roma, 9 ottobre 1946.
- Quattro donne di Marcel Mouloudji, regia di Mario Landi, Teatro Odeon di Milano, 4 novembre 1947.
- La vena d'oro, testo e regia di Guglielmo Zorzi, Teatro Eliseo di Roma, 23 aprile 1948.
- La donna della tua giovinezza di Jacques Deval, regia di Corrado Pavolini, Teatro Eliseo di Roma, 8 maggio 1948.
- L'uomo, la bestia e la virtù di Luigi Pirandello, regia di Corrado Pavolini, Teatro Eliseo di Roma, 24 maggio 1948.
- Rosalinda o Come vi piace di William Shakespeare, regia di Luchino Visconti, Teatro Eliseo di Roma, 26 novembre 1948.
- Un tram che si chiama Desiderio di Tennessee Williams, regia di Luchino Visconti, Teatro Eliseo di Roma, 21 gennaio 1949.
- Così per gioco di Armand Salacrou, regia di Carlo Ninchi, Teatro Eliseo di Roma, 21 marzo 1950.
- La rabbia nel cuore di Paul Vandenberghe, regia di Pietro Sharoff, Teatro Eliseo di Roma, 14 aprile 1950.
- Commedia degli Straccioni di Annibal Caro, regia di Guido Salvini, Teatro Valle di Roma, 7 dicembre 1950.
- Peer Gynt di Henrik Ibsen, regia di Vittorio Gassman, Teatro Valle di Roma, 22 dicembre 1950.
- Anna per mille giorni di Maxwell Anderson, regia di Guido Salvini, Teatro Valle di Roma, 10 gennaio 1951.
- Detective story di Sidney Kingsley, regia di Luigi Squarzina, Teatro Valle di Roma, 31 gennaio 1951.
- Il giocatore di Ugo Betti, regia di Vittorio Gassman, Teatro Valle di Roma, 21 aprile 1951.
- Giovanna e i suoi giudici di Thierry Maulnier, regia di Guido Salvini, San Miniato, 18 agosto 1951.
- Sogno ad occhi aperti di Elmer Rice, regia di Morton DaCosta, Teatro Quirino di Roma, 27 settembre 1951.
- Lulù di Carlo Bertolazzi, regia di Franco Zeffirelli, Teatro Quirino di Roma, 1º ottobre 1951.
- La cicogna si diverte di André Roussin, Teatro Manzoni di Milano, 20 novembre 1951.
- Salviamo la giovane di Cesare Giulio Viola, regia di Mario Landi, Teatro Manzoni di Milano, 11 dicembre 1951.
- Mario e Maria di Sabatino Lopez, Teatro Manzoni di Milano, 18 dicembre 1951.
- Primo amore di André Josset, regia di Alessandro Brissoni, Sanremo, Teatro dell'Opera del Casinò, 19 gennaio 1952.
- Giannina ha ucciso i gabbiani di Frederick Hugh Herbert, regia di Luigi Cimara, Teatro Odeon di Milano, 5 marzo 1952.
- Carlo Gozzi di Renato Simoni, regia di Ernesto Sabbatini, Teatro Manzoni di Milano, 1º ottobre 1952.
- L'adolescente di Jacques Natanson, regia di Alessandro Brissoni, Teatro Manzoni di Milano, 14 ottobre 1952.
- La ragazza da portare in collo di Peter Blackmore, regia di Alessandro Brissoni, Teatro Manzoni di Milano, 25 ottobre 1952.
- Non c'è pace per l'antico fauno di Carlo Terron, regia di Daniele D'Anza, Teatro Manzoni di Milano, 7 novembre 1952.
- Papà di Robert de Flers e Gaston Arman de Caillavet, Teatro Manzoni di Milano, 14 novembre 1952.
- Eduardo e Carolina di Félicien Marceau e Belisario Randone, regia di Alessandro Brissoni, Teatro della Pergola di Firenze, 17 dicembre 1952.
- Gli inseparabili di Germaine Lefrancq, regia di Corrado Pavolini, Teatro Odeon di Milano, 9 marzo 1953.
- Il marito, la moglie e la morte di André Roussin, regia di Belisario Randone, Teatro delle Arti di Roma, 7 ottobre 1954.
- È mezzanotte, dottor Schweitzer di Gilbert Cesbron, regia di Giuseppe De Martino, Teatro delle Arti di Roma, 18 novembre 1954.
- Quelli dell'armadio a specchio di Ezio D'Errico, regia di Giuseppe De Martino, Teatro Odeon di Milano, 31 gennaio 1955.
- Poker d'amore di Enzo Duse, Teatro Odeon di Milano, 8 febbraio 1955.
- Paura di me di Valentino Bompiani, regia di Daniele D'Anza, Teatro delle Arti di Roma, 16 marzo 1956.
- La patente di Luigi Pirandello, regia di Daniele D'Anza, Teatro delle Arti di Roma, 16 marzo 1956.
- La vedovella di Dino Terra, regia di Daniele D'Anza, Teatro delle Arti di Roma, 4 aprile 1956.
- Viaggio di nozze di Ezio D'Errico, regia di Daniele D'Anza, Teatro delle Arti di Roma, 20 aprile 1956.
- Noi due di Alessandro De Stefani, regia di Mario Landi, Teatro delle Arti di Roma, 30 maggio 1956.
- I disarmati di Luigi Barzini junior, regia di Daniele D'Anza, Teatro Valle di Roma, 12 dicembre 1957.
- Carambola di Dino Terra, Teatro Valle di Roma, 30 dicembre 1957.
- Il festival della famiglia Gurgià di Cesare Giulio Viola, regia di Carlo Lari, Teatro Politeama Genovese di Genova, 24 gennaio 1958.
- Il vento notturno di Ugo Betti, regia di Franco Enriquez, Teatro Nuovo di Trieste, 17 marzo 1958.
- Girotondo di Arthur Schnitzler, regia di Luciano Lucignani, Teatro Parioli di Roma, 3 gennaio 1959.
- Fra un mese, fra un anno di Paolo Levi, regia di Silverio Blasi, Teatro della Pergola di Firenze, 14 novembre 1959.
- Sapore di miele di Shelagh Delaney, regia di Silverio Blasi, Teatro Politeama Genovese di Genova, 26 novembre 1959.
- Saffo di Vivi Gioi, regia di Filippo Crivelli, Teatro delle Arti di Roma, 12 dicembre 1960.

## Prosa televisiva Rai
- La vedovella, commedia di Dino Terra, regia di Daniele D'Anza, trasmessa il 16 aprile 1956.

## Prosa radiofonica Rai
- Santa Giovanna - Giovanna e i suoi giudici di Thierry Maulnier, regia di Guido Salvini, trasmessa il 1º novembre 1951.

## Riconoscimenti
- Nastri d'argento
  - 1948 – Miglior attrice non protagonista per Caccia tragica

## Doppiatrici
- Lydia Simoneschi in La casa senza tempo
- Franca Dominici in Il processo di Verona